# Spoorlijn 212
Spoorlijn 212 was een Belgische spoorlijn van Y Glain naar de koolmijnen van Espérance en Gosson.

## Geschiedenis
De lijn is geopend in 1868. Op deze lijn werd nooit een commerciële reizigersdienst georganiseerd, hij functioneerde ten behoeve van de mijnen Espérance en Gosson die erop waren aangesloten. Vóór 1940 reden er wel speciale reizigerstreinen voor mijnwerkers tussen Ans en Gosson.
Tot de spoorlijn na de jaren 60 gedeclasseerd werd tot industrielijn 212 heeft deze ook nog het lijnnummers 33 en 32A gehad.

## Huidige toestand
De lijn is thans volledig buiten dienst en opgebroken in het midden van de jaren 90; hier en daar zijn nog rails aanwezig; ook dienstgebouwen en andere restanten zijn nog in het landschap aanwezig, evenals overblijfsels van de steenkolennijverheid.

## Aansluitingen
In de volgende plaats was er een aansluiting op de volgende spoorlijn:
Y Glain
Spoorlijn 32 tussen Ans en Flémalle-Haute